# 대의정부론

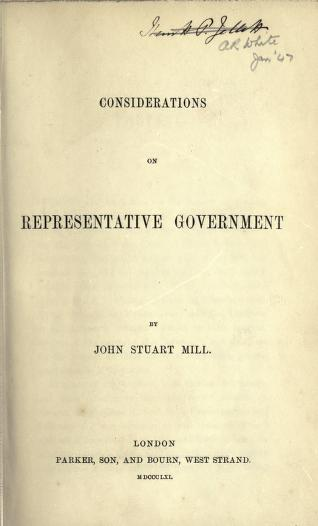

대의정부론 ( Considerations on Representative Government )은 존 스튜어트 밀이 1861년에 쓴 작품이다.

## 내용
밀은 대의정부가 가장 이상적인 정부 형태라고 주장한다. 그는 정부가 할 일은 법을 제정하는 것이아니며, 의회와 상원등이 여러 가지 의견을 갖고 토론하는 것이어야 한다고 주장한다.
밀은 '자유를 가로막는 장애물을 제거하기 위해' 일시적으로든 독재를 수용할 수 있다고 주장한다.
1. ↑  서, 병훈 (2017.07.03). “자유:토크빌과 존 스튜어트 밀”. 《자유주의 연구회》.